# Romans prowincjonalny
Romans prowincjonalny – polski film obyczajowy z 1976 roku w reżyserii Krzysztofa Wierzbiańskiego. Film powstał na podstawie opowiadania Kornela Filipowicza.

## Opis fabuły
Elżbieta, nauczycielka muzyki, nie cierpi atmosfery prowincji. Poznaje Fabiana, poetę ze stolicy, który przyjechał tu na wieczór autorski. Kobieta w nadziei, że wyzwoli się z drobnomieszczańskiej monotonii, spędza z nim noc. Wkrótce spotyka ją rozczarowanie.

## Obsada
- Krystyna Wolańska – Elżbieta Jabłońska
- Marek Bargiełowski – poeta Fabian Miłobrzeski
- Maria Kościałkowska – matka Elżbiety
- Danuta Rastawicka – Irena, koleżanka Elżbiety
- Marian Cebulski – inżynier Edward Soniewicz
- Michał Grudziński – Turlej, wariat
- Stefania Iwińska – Amelia Brygierowa, koleżanka matki Elżbiety
- Zdzisław Kozień – ksiądz Ryba
- Edmund Karwański – mężczyzna w kapeluszu na rynku
- Jerzy Cnota

i inni